# Маска (Тенерифе)
Маска — деревня в Испании в муниципалитете Буэнависта-дель-Норте на западе острова Тенерифе. Деревня расположена в горах в верхней части одноимённого ущелья Маска на высоте около 600 метров в 11 километрах от муниципального центра. В деревне постоянно проживает около 100 жителей. Одно из самых посещаемых туристами мест Тенерифе. Маска интересна своей сохранившейся атмосферой старой канарской деревни, а также окружающими пейзажами вокруг деревни. До 60-х годов двадцатого века попасть в Маску можно было только горными тропами, в деревне отсутствовало электричество и современные удобства. Лишь после открытия дороги из городков Буэнависта-дель-Норте в Сантьяго-дель-Тейде Маска стала доступной для людей. В настоящее время основное занятие жителей деревни — сельское хозяйство и обслуживание туристов, совершающих пешие походы по ущелью Маска. В деревне есть несколько ресторанов и туристических магазинов. В выходные дни в деревне работает музей, в котором представлены предметы быта прежних поколений жителей деревни и история туристических маршрутов по ущелью.

## Ущелье Маска
Ущелье Маска — одно из самых глубоких на Тенерифе. Его максимальная глубина около 1300 метров. От деревни Маска до океана проходит популярный туристический маршрут с общей длиной около 6 километров. Как правило туристы приезжают в деревню Маска на такси, автобусе или автомобиле и спускаются по ущелью от деревни к океану, где есть небольшая пристань, от которой их забирают туристические корабли в курорт Лос Гигантес. Время на спуск занимает около 3-х часов, подъём около 4-х часов для среднего туриста. Маршрут по сложности прохождения, окружающим пейзажам и способам прохождения и доставки туристов (автомобиль — пеший спуск — корабль) напоминает Самарийское ущелье на Крите. Сейчас ущелье закрыто на реконструкцию. Спуск по нему невозможен.

## Галерея

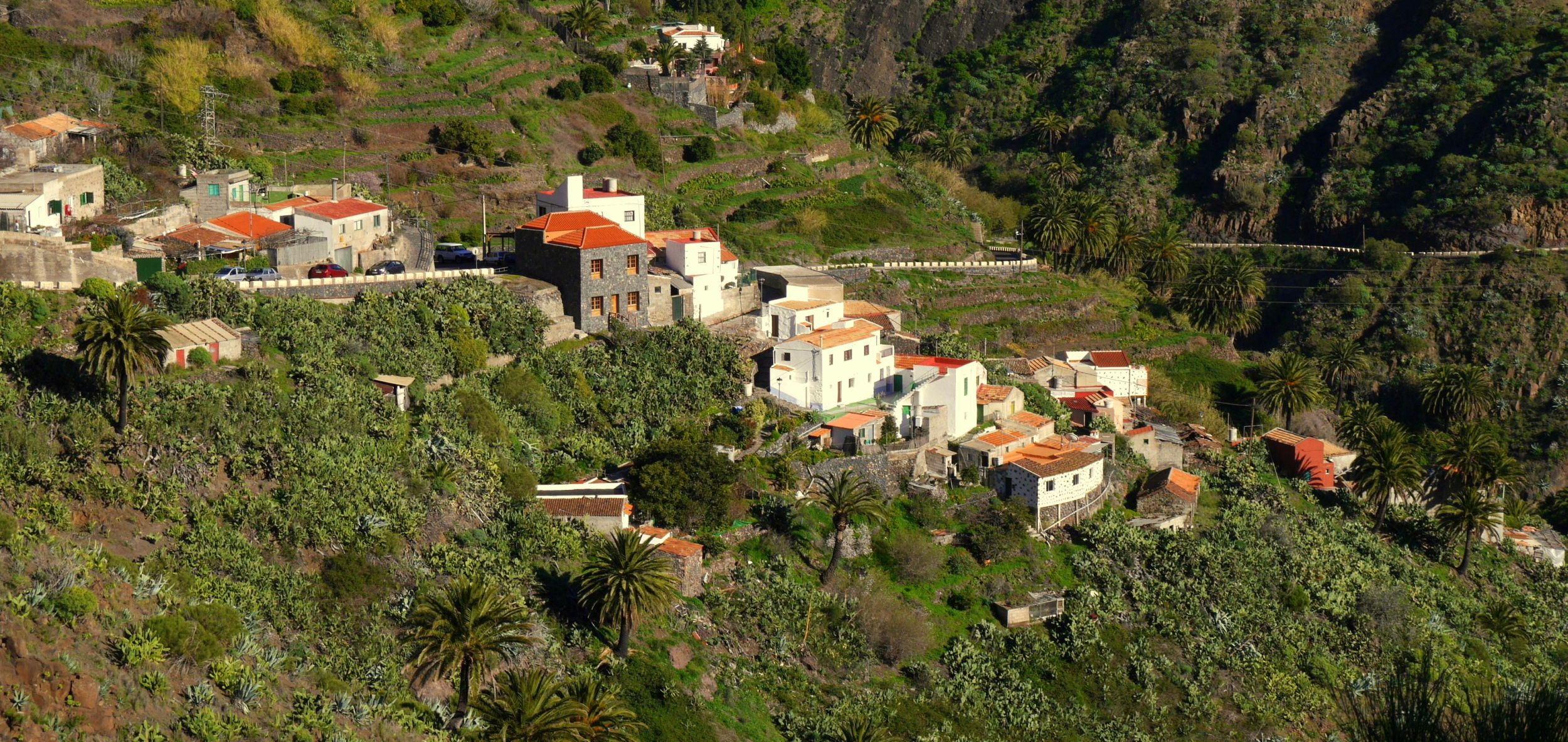
Вид на деревню с хребта
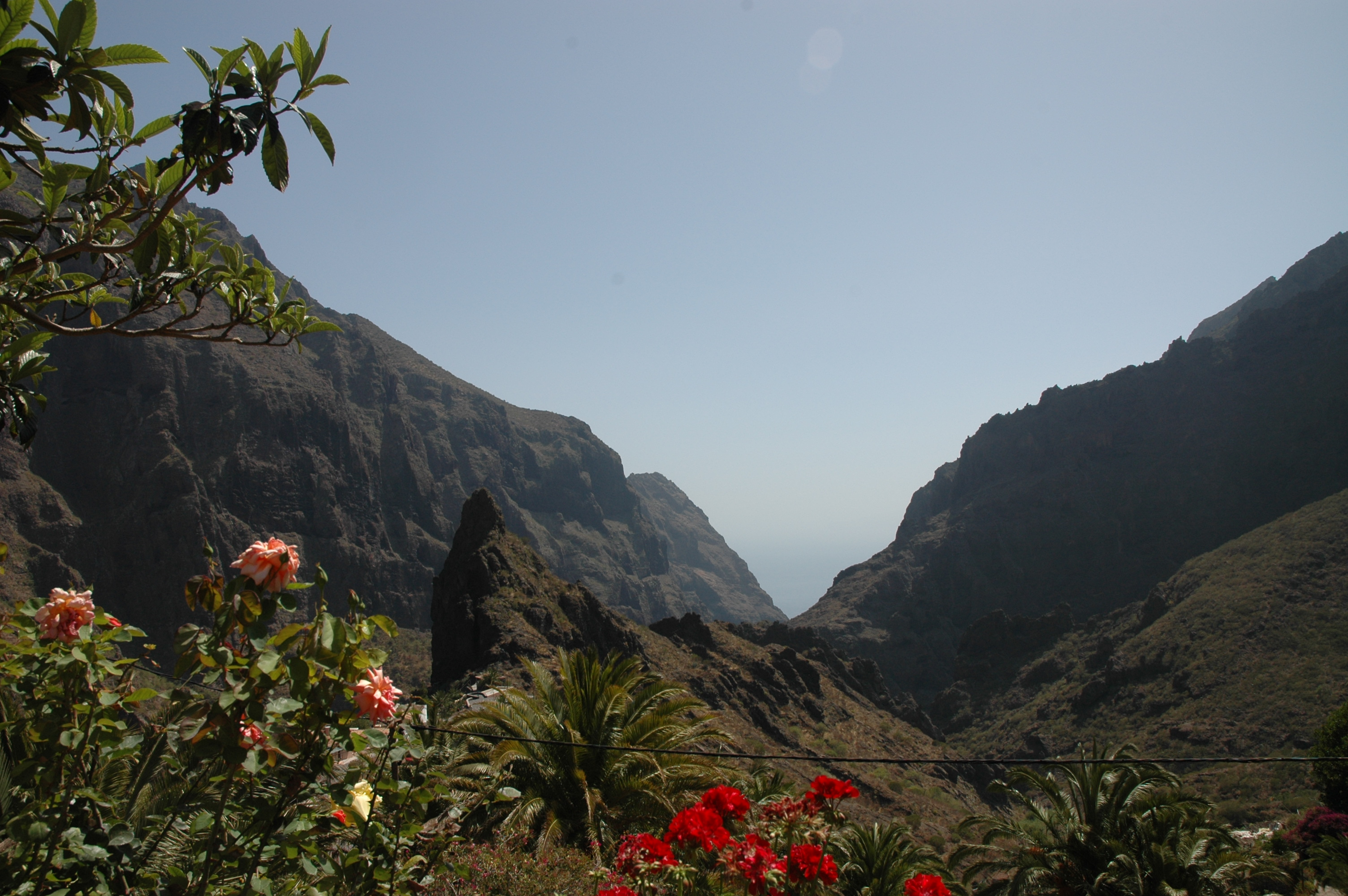
ущелье Маска
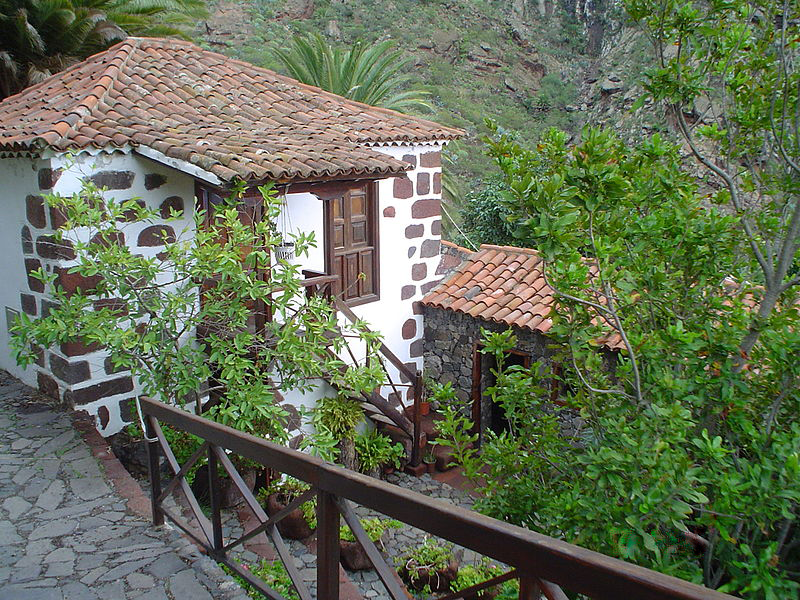
домик деревенского музея
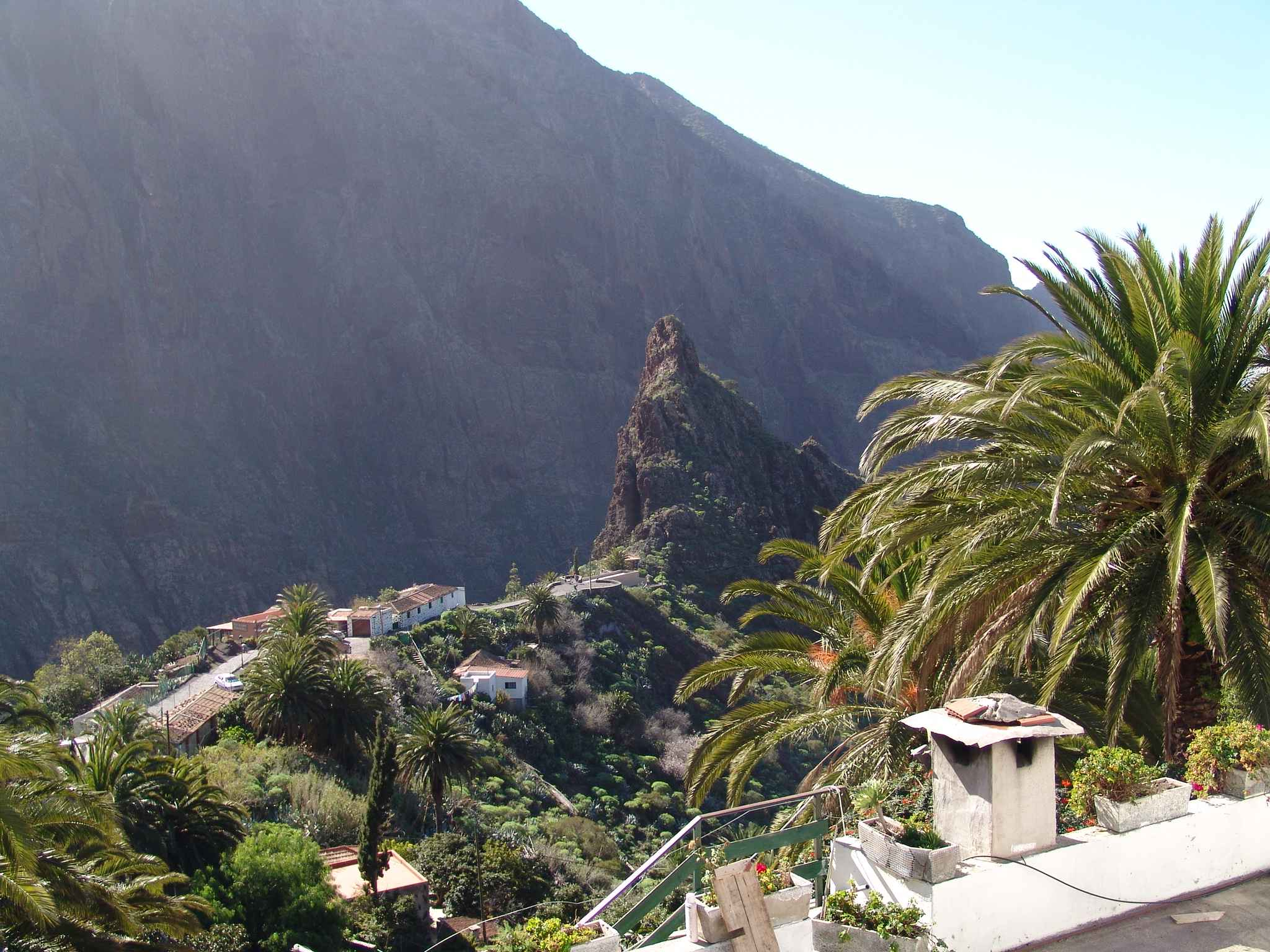
вид на ущелье от деревни Маска
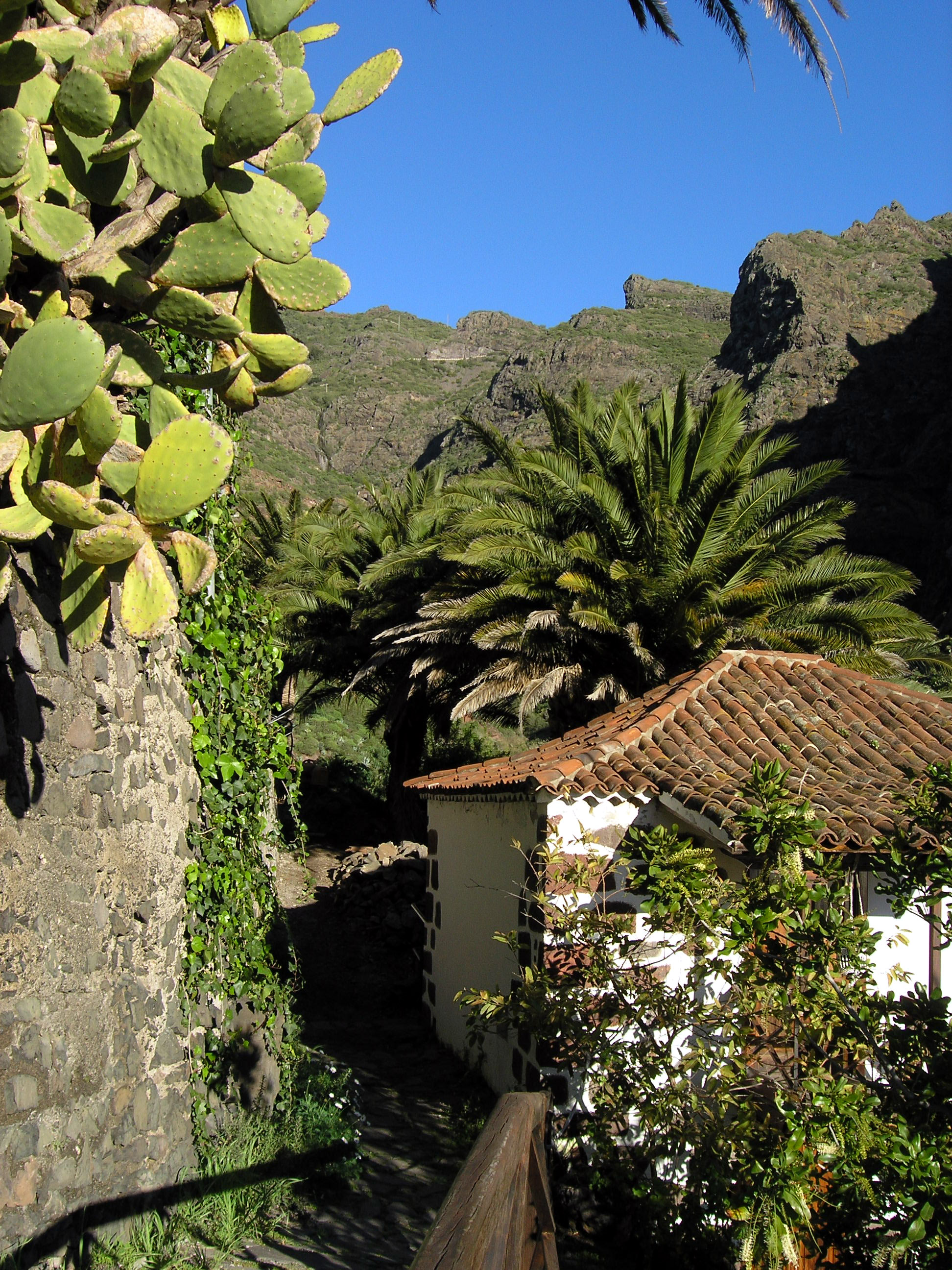
природа
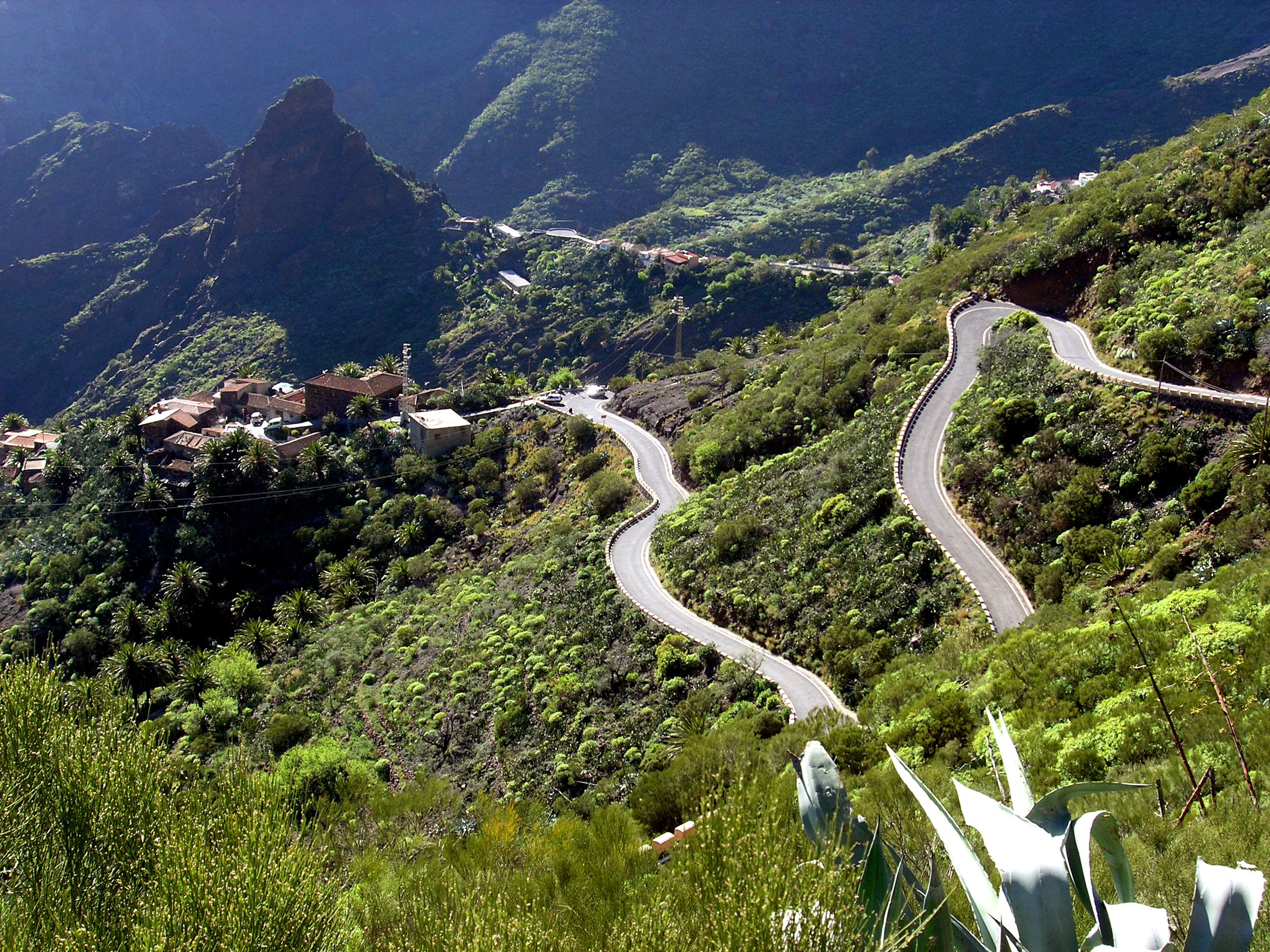
дорога из деревни в город
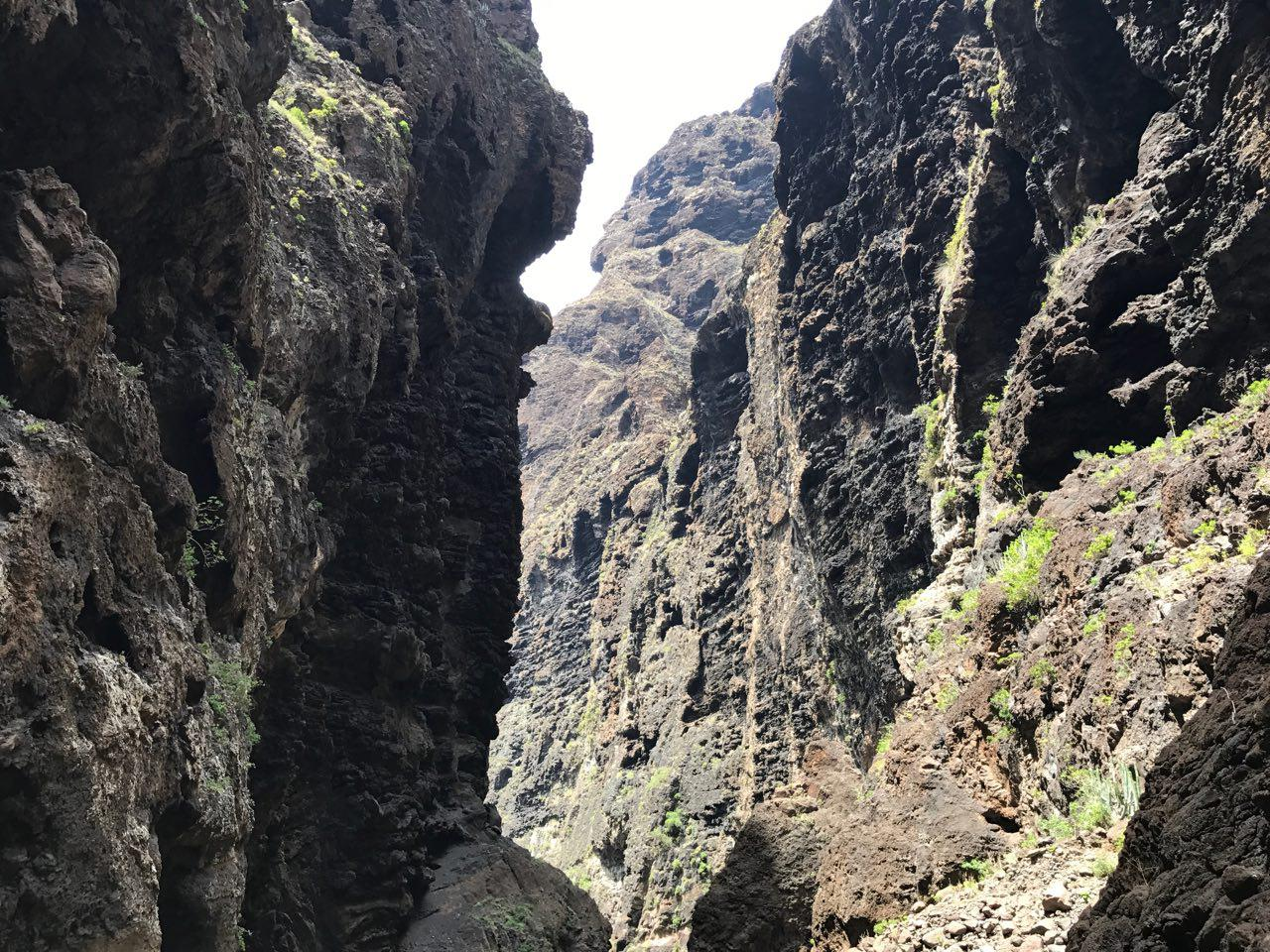
Самое узкое место в ущелье